# باسكة روت
باسكة روت هي قرية في مقاطعة سردشت، إيران. يقدر عدد سكانها بـ 27 نسمة بحسب إحصاء 2016.